# Gennady Vladimirovich Anashkin

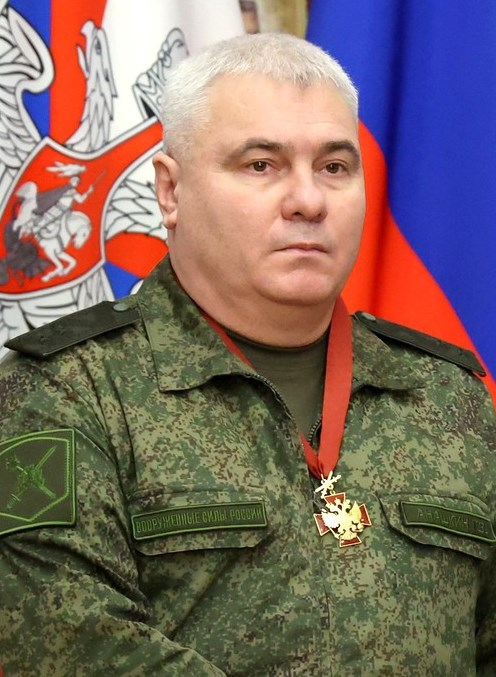
Gennady Vladimirovich Anashkin

Gennady Vladimirovich Anashkin (tiếng Nga: Генна́дий Влади́мирович Ана́шкин, sinh ngày 17 tháng 12 năm 1968) là một thượng tướng của Lực lượng Vũ trang Liên bang Nga, từng giữ các vị trí Tư lệnh Quân khu Nam, Tập đoàn quân số 8. Ông là Anh hùng Liên bang Nga (2008).

## Xuất thân
G.V. Anashkin sinh ngày 17 tháng 12 năm 1968 tại thành phố Kuibyshev (nay là Samara), Liên Xô.

## Binh nghiệp
Tháng 6 năm 1987, ông được gọi đi nghĩa vụ quân sự trong Quân đội Liên Xô và phục vụ trong Nhóm Lực lượng Liên Xô ở Đức.
Tháng 8 năm 1989, ông vào Trường Cao đẳng Sĩ quan Nhảy dù Ryazan; sau đó vào năm 1993, được điều động phục vụ trong Trung đoàn Nhảy dù Cận vệ 337 (Sư đoàn Dù Cận vệ 104, Ulyanovsk); từ tháng 8 cùng năm, ông chỉ huy một trung đội nhảy dù cùng trung đoàn. Tháng 8 năm 1994, ông được bổ nhiệm giữ chức vụ đại đội phó; đến tháng 7 năm 1995, được bổ nhiệm làm đại đội trưởng một đại đội nhảy dù cùng trung đoàn.
Kể từ tháng 4 năm 1998, ông phục vụ trong tiểu đoàn nhảy dù độc lập 116 (Lữ đoàn dù cận vệ biệt động 31, Ulyanovsk), nơi ông chỉ huy một đại đội.
Từ tháng 12 năm 1999 đến tháng 8 năm 2000, G.V. Anashkin thực hiện một nhiệm vụ ở Nam Tư cũ, nơi ông chỉ huy một tiểu đoàn nhảy dù thuộc Lực lượng gìn giữ hòa bình ở Bosnia và Herzegovina.
Năm 2003, ông tốt nghiệp Học viện Các binh chủng hợp thành của Lực lượng Vũ trang Liên bang Nga.
Từ tháng 6 năm 2003, ông giữ chức tham mưu trưởng - phó tư lệnh sư đoàn 226, và từ tháng 9 - trung đoàn huấn luyện nhảy dù 285 của trung tâm huấn luyện huấn luyện chuyên gia dù cơ sở 242 (Omsk).
Tháng 8 năm 2006, ông được bổ nhiệm vào chức vụ Tham mưu trưởng - Phó Lữ đoàn dù cận vệ biệt động số 31 (Ulyanovsk).
Kể từ tháng 6 năm 2007, ông chỉ huy Trung đoàn tấn công đường không cận vệ 104 (Sư đoàn tấn công đường không cận vệ 76, Pskov).
Vào sáng ngày 8 tháng 8 năm 2008, Trung đoàn 104 được báo động và vài giờ sau, Đại tá G. V. Anashkin, chỉ huy một tiểu đoàn tác chiến, bay tới Bắc Ossetia. Vào đêm ngày 9 tháng 8, một nhóm quân dưới sự chỉ huy của Anashkin bắt đầu hành quân đến Nam Ossetia và đến sáng ngày 9 tháng 8 đã đến được Tskhinvali. Vào ngày 10 tháng 8, một nhóm gồm hai đại đội nhảy dù trên BMD, được tăng cường bởi bốn pháo tự hành Nona và bốn xe bọc thép chở quân, đã tiến hành đột kích vào thành phố Gori. Trên đường đi, nhóm bị máy bay Gruzia tấn công nhưng đã bắn rơi một máy bay bằng vũ khí phòng không. Gần làng Khetagurovo, nhóm này bị xe tăng Gruzia bắn vào, nhưng sau trận chiến họ đã đẩy lui đối phương. Tiến từ Shindisi đến Gori, nhóm của Anashkin đã tấn công và phá hủy một kho thiết bị quân sự gần làng Variani. Vào ngày 12 tháng 8, sau một trận chiến ngoan cường, nhóm quân do ông chỉ huy đã chiếm được tháp truyền hình, và tiêu diệt một khẩu đội pháo binh của Gruzia. Trong cuộc đột kích, nhóm bị mất một người lính và bị thương chín người. Theo sắc lệnh của Tổng thống Liên bang Nga ngày 5 tháng 9 năm 2008, “vì lòng dũng cảm và chủ nghĩa anh hùng thể hiện trong việc thực hiện nghĩa vụ quân sự”, Đại tá cận vệ Gennady Vladimirovich Anashkin đã được trao tặng danh hiệu Anh hùng Liên bang Nga cùng với Huân chương Vàng, Huân chương Ngôi sao (số 917).
Anashkin tiếp tục phục vụ trong Quân đội Nga. Cuối năm 2008, Trung đoàn dù 104 dưới sự chỉ huy của Đại tá G. V. Anashkin được công nhận là trung đoàn xuất sắc nhất trong Lực lượng Dù Nga.
Từ tháng 8 năm 2009, ông làm phó tư lệnh Sư đoàn dù cận vệ 106. Từ tháng 11 năm 2010 đến tháng 1 năm 2011, làm quyền tư lệnh Sư đoàn dù cận vệ 106.
Năm 2012, ông tốt nghiệp Học viện Quân sự Bộ Tổng tham mưu Lực lượng Vũ trang Liên bang Nga.
Từ tháng 8 năm 2012 đến tháng 8 năm 2014, ông chỉ huy Lữ đoàn xung kích đường không cận vệ 31.
Từ tháng 8/2014, ông làm Phó Tư lệnh Tập đoàn quân số 58, Quân khu Nam.
Theo Nghị định của Tổng thống Liên bang Nga ngày 11 tháng 12 năm 2015, ông được phong quân hàm Thiếu tướng.
Từ tháng 7/2017, ômg làm Phó Tư lệnh Tập đoàn quân số 8, Quân khu Nam.
Theo Nghị định của Tổng thống Liên bang Nga số 355 ngày 11 tháng 6 năm 2021, ông được phong quân hàm Trung tướng.
Từ ngày 25 tháng 9 năm 2021 đến ngày 11 tháng 1 năm 2022, ông chỉ huy lực lượng gìn giữ hòa bình Nga tại Nagorno-Karabakh.
Ngày 7 tháng 9 năm 2023, ông được phong quân hàm Thượng tướng.
Tháng 5 năm 2024, ông được phong làm Quyền Tư lệnh Quân khu Nam. Nhưng tháng 11 cùng năm, ông bị miễn nhiệm khỏi chức vụ này do đơn vị trong quân khu là Tập đoàn quân 3 báo cáo không đúng sự thật về tình hình chiến trường.

## Khen thưởng
- Anh hùng Liên bang Nga (5/9/2008);
- Huân chương Vì Tổ quốc hạng ba (2022)[4];
- Huân chương Vì Tổ quốc hạng tư;
- Huân chương Alexander Nevsky;
- Huân chương Kutuzov;
- Ba huân chương dũng cảm;
- Huân chương Quân công (04/07/2001);
- Huân chương Vì Tổ quốc hạng Nhì (29/01/1997);
- Huân chương “Vì lòng dũng cảm” (18/05/2000);
- Huân chương Suvorov (21/02/2000);
- Huân chương “Uatsamonga” (20/02/2019, Nam Ossetia);
- Huy chương của Liên bang Nga.